# Microsoft Office Photo Editor
 (septembre 2020).
Si vous disposez d'ouvrages ou d'articles de référence ou si vous connaissez des sites web de qualité traitant du thème abordé ici, merci de compléter l'article en donnant les références utiles à sa vérifiabilité et en les liant à la section « Notes et références ».
Microsoft Office Photo Editor est un éditeur de photos fourni avec les anciennes versions de Microsoft Office et Microsoft Word jusqu'à la version Microsoft Office XP. 
Il possède les filtres classiques comme la luminosité, le contraste, la balance des couleurs, la rotation, le redimensionnement et le recadrage. Il existe une fonction servant à appliquer la transparence à une couleur par un simple clic sur une couleur, afin de créer des images avec un fond transparent. Il propose également une fonction de réglage automatique pour les utilisateurs qui ne sont pas des experts de la retouche d'image.